# Charlon
Die Société des Automobiles Charlon war ein französischer Hersteller von Automobilen und Nutzfahrzeugen.

## Unternehmensgeschichte
Das Unternehmen aus Argenteuil begann 1905 mit der Produktion von Automobilen und Nutzfahrzeugen. Der Markenname lautete Charlon. 1906 endete die Produktion.

## Fahrzeuge
Das kleinste Modell im Angebot war ein Modell mit Einzylindermotor, 6 PS Leistung und Riemenantrieb. Die Lizenz kam von Mahout. Daneben gab es ein Modell mit einem Zweizylindermotor und 12 PS Leistung sowie drei Vierzylindermodelle vom 16/20 CV bis zum 40/50 CV. Das größte Modell verfügte über Kettenantrieb, die anderen über Kardanantrieb.